# Adam Królikiewicz
Adam Łukasz Królikiewicz, född 9 december 1894 i Lviv, död 4 maj 1966 i Konstancin-Jeziorna, var en polsk ryttare.
Han blev olympisk bronsmedaljör i hoppning vid sommarspelen 1924 i Paris.